# Krahu i shqiponjës
Krahu i shqiponjës (L’aile de l’aigle) est une revue albanaise qui cherche à promouvoir la vie sociale, littéraire et artistique albanaise, en servant ainsi un haut idéal national. Elle a aussi pour mission de protéger les groupes peu favorisés des Balkans. Bilal Xhaferri demeure toujours son guide spirituel.

## L’historique
L’Aile de l’Aigle est une revue politique, culturelle, littéraire et sociale, apparue pour la première fois en octobre 1974, en deux langues, albanais et anglais, en tant que voix officielle de l’Union Tchame, à Chicago, aux États-Unis. Bilal Xhaferr Xhaferri célèbre écrivain et poète dissident, était son fondateur, éditeur et dirigeant. Né le 2 novembre 1935 a Ninat, Konispol, dans la province de la Tchamerie, il est mort en exil (il a quitté l’Albanie en 1969 en tant que nationaliste anticommuniste persécuté par les services secrets albanais) le 14 octobre 1986 à Chicago.
L’Aile de l’Aigle était une tribune de la libre pensée démocratique avec une vocation profonde anticommuniste, antidictatoriale et antienveriste, qui visait l’unité de toutes les forces politiques albanaises en exil, l’unification de la pensée, des programmes et de leurs missions visant une Albanie libre et occidentale.
Dans cette revue étaient traités largement les problèmes nationaux albanais, particulièrement la question tchame, le problème du Kosovo et des autres territoires albanais restés hors des frontières, de même que la diaspora albanaise.
Bilal Xhaferri a réussi à publier 39 numéros de cette revue.
Depuis août 1995 et ensuite, L’Aile de l’Aigle a continué à être édité à Tirana, en tant que voix de l'Association Culturelle “Bilal Xhaferri” (la Communité Culturelle de la Tchameri » fondée et dirigée par le journaliste et écrivain Shefki Hysa, initiateur du retour du corps de Bilal Xhaferri en Albanie et mémoire des valeurs de cette figure rare, persécutée par la dictature communiste albanaise.
Parmi les articles et les entretiens avec des acteurs de la politique albanaise luttant en faveur des droits le la communité tchame, ont été publiées des articles et des œuvres choisies de grandes personnalités albanaises et étrangères comme : Alfred de Musset, Bilal Xhaferri, Miranda Vickers, Namik Mane, Christina Rossetti, Dritëro Agolli, Edgar Allan Poe, Ismail Kadare, Martin Mato, Pjetër Arbnori, Shefki Hysa, Vath Koreshi, Jack London, Jean-Paul Sartre etc.
Shefki Hysa, en qualité d’éditeur et rédacteur en chef de cette revue, avec son contribution et celle de ces amis, est réussi à faire publier plus de 80 éditions et continue avec insistance à tenir haut ce piédestal de la libre pensée comme une suite des idéaux de Bilal Xhaferri.